# 拜拉祖里
拜拉祖里（阿拉伯语：‎），九世紀的知名波斯歷史學者。長期旅行於伊拉克、巴格達等地的他，在當時的穆斯林王朝頗具影響力，身後所留下著作今多仍被研究該年代的中東歷史所引用參考。著有《诸国征服史》等。